# Vestalis amoena
Vestalis amoena är en trollsländeart som beskrevs av Hagen in Selys 1853. Vestalis amoena ingår i släktet Vestalis och familjen jungfrusländor. IUCN kategoriserar arten globalt som livskraftig. Inga underarter finns listade i Catalogue of Life.